# Justin Kirk

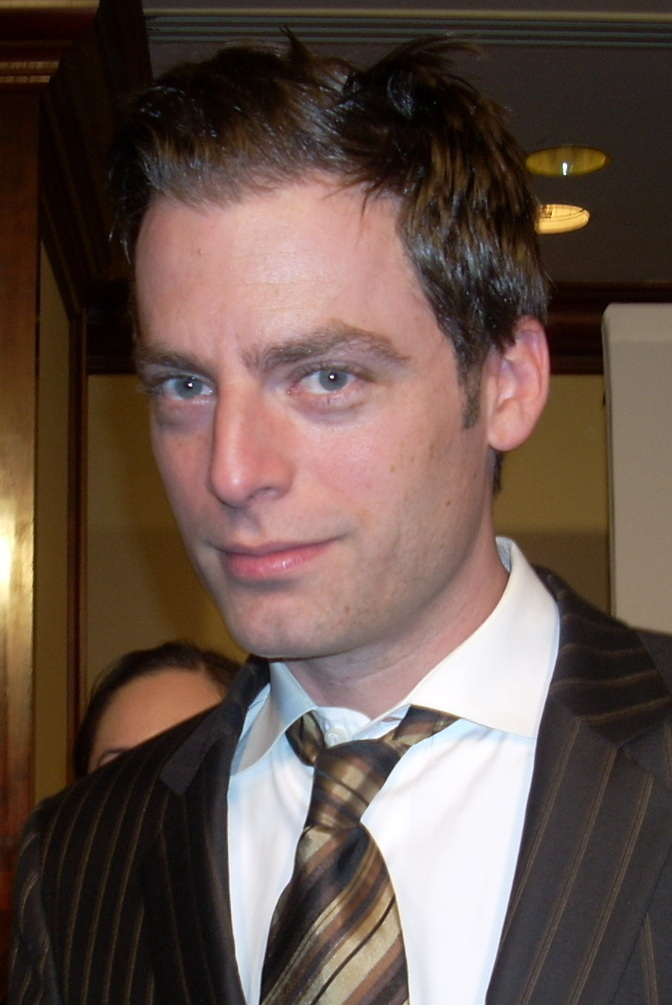
Justin Kirk

Justin Kirk (* 28. Mai 1969 in Salem, Oregon) ist ein US-amerikanischer Schauspieler.

## Leben
Seine Kindheit verbrachte er in Union, Washington, wo er eine Grundschule in einem Indianer-Reservat besuchte. Seinen ersten Auftritt als Schauspieler hatte er mit sieben Jahren in einem lokalen College-Theaterstück. Mit zwölf Jahren zog er mit seiner Mutter nach Minneapolis, Minnesota und besuchte dort bis zu seinem High-School-Abschluss die Children’s Theater School. Danach zog er nach New York City, New York und spielte in mehreren Theaterstücken, davon waren einige auch auf dem Broadway.
1997 hatte er seinen Durchbruch als Schauspieler mit dem Spielfilm Liebe! Stärke! Mitgefühl!

## Filmografie (Auswahl)
- 1997: Liebe! Stärke! Mitgefühl! (Love! Valour! Compassion!)
- 1998: 99 Threadwaxing
- 1999: The Eden Myth
- 1999: Jack & Jill (Fernsehserie)
- 1999: Adam – Ein Kapitel für sich (Chapter Zero)
- 2001: Law & Order: Special Victims Unit (Fernsehserie)
- 2002: Teddy Bears Picnic
- 2002: Outpatient
- 2003: Engel in Amerika (Angels in America, Miniserie)
- 2005: Flannel Pajamas
- 2005–2012: Weeds – Kleine Deals unter Nachbarn (Weeds, Fernsehserie)
- 2006: Ask the Dust
- 2006: Hollywood Dreams
- 2009: Gegen den Strom
- 2010–2011, 2013: Modern Family (Fernsehserie)
- 2012: Vamps – Dating mit Biss (Vamps)
- 2012: Animal Practice (Fernsehserie)
- 2013: Mr. Morgans letzte Liebe (Mr. Morgan’s Last Love)
- 2013: The Blacklist (Fernsehserie)
- 2014: Tyrant (Fernsehserie)
- 2015: Wayward Pines (Fernsehserie, Episode 1x04)
- 2017: APB – Die Hightech-Cops (APB, Fernsehserie, 12 Episoden)
- 2017: Molly’s Game – Alles auf eine Karte (Molly’s Game)
- 2018: Vice – Der zweite Mann (Vice)
- 2018–2020: Kidding (Fernsehserie)
- 2020: Zoey’s Extraordinary Playlist (Fernsehserie, 1 Episode)
- 2020–2023: Perry Mason (Fernsehserie)
- 2021–2023: Succession (Fernsehserie, 5 Episoden)